# James Lamont
Pour les articles homonymes, voir Lamont.
Sir James Lamont, né le 28 avril 1828 à Édimbourg et mort le 29 juillet 1913 à Knockdow House (Inverchaolain (en), est un explorateur et homme politique écossais.

## Biographie
Il est particulièrement connu pour ses voyages en Arctique. Il participe à plusieurs expéditions au dessus de la Sibérie (1858-1859-1871), au Spitzberg (1861) et en Nouvelle-Zemble (1869-1870).
Il a également voyagé en Afrique et dans les Indes occidentales.
Il est député pour le parti libéral de 1865 à 1868 comme représentant du Buteshire.
Une île est nommée en son honneur au Svalbard : Lamontøya.

## Publication
- 1869-1871 : Yachting in the Arctics Seas